# Trézénie
Le dème de Trézénie (en grec moderne Δήμος Τροιζηνίας, dhimos Trizinías) est une municipalité de la périphérie de l'Attique, dans le district régional des Îles, en Grèce. Son siège est la localité de Galatás.
Il a été créé en 2010 dans le cadre du programme Kallikratis, par la fusion des anciens dèmes de Trézène et de Méthana. Son territoire correspond en partie à celui de l'ancienne province de Trézénie (el), abolie en 2006.
Le recensement de population de 2021 aboutit à 7246 habitants dans ce dème.